# Mimi Le Meaux
Pour les articles homonymes, voir Meaux (homonymie).
Mimi Le Meaux, née Miranda Colclasure aux États-Unis, est une danseuse et actrice américaine de cabaret New burlesque et de cinéma.

## Biographie
Mimi Le Meaux a grandi à San Diego où sa mère est danseuse de cabaret. Dans les années 1990, elle devient l'une des refondatrices du New burlesque en créant le duo Dames In Dis Dress tout en continuant son travail d'informaticienne.
C'est la programmatrice du Lieu unique de Nantes, Kitty Hartl, qui la produit en France avec Kitten on the Keys, Miss Dirty Martini, et Roki Roulette en 2004, où Mathieu Amalric les découvre et décide d'utiliser leurs numéros et personnages comme trame centrale de son film Tournée dont il cherche depuis plusieurs années un élément essentiel pour retranscrire l'univers de la nouvelle L'Envers du music-hall de Colette, qui lui a servi de base pour le scénario initial,. À la différence de ses consœurs, Miss Dirty Martini ou Julie Atlas Muz, Mimi Le Meaux, plus discrète, joue plus de sa féminité et d'une distance qui n'est pas sans rappeler celle d'une autre blonde platinée, Marilyn Monroe, sans le caractère tragique. Par ailleurs, son travail, la dualité de sa féminité et de ses tatouages, ont été souvent associés à la contre-culture américaine teintée d'activisme et de revendication politique.
À la suite du succès du film et à une réelle tournée en 2010-2011, Mimi Le Meaux fait la couverture du premier numéro de l'année 2011 des Inrocks dans lequel elle retrace sa vision de l'année écoulée. Après trois ans de tournée en France avec leur spectacle, Kitty Hartl fait appel à l'automne 2013 au plasticien français Pierrick Sorin pour y intégrer de nouvelles créations visuelles.

## Filmographie
- 2010 : Tournée de Mathieu Amalric - Mimi Le Meaux
- 2011 : Looking at the Dead (court-métrage) de Jean-Gabriel Périot